# Hugo Lahtinen
Hugo Lahtinen (Hugo Jalmari Lahtinen; * 29. November 1891 in Tampere; † 29. Dezember 1977 ebenda) war ein finnischer Leichtathlet.
Bei den Olympischen Spielen 1920 in Antwerpen gewann er die Bronzemedaille im Fünfkampf. Im Weitsprung schied er in der Qualifikation aus, im Zehnkampf gab er nach der vierten Disziplin auf.
1924 wurde er bei den Olympischen Spielen in Paris Sechster im Fünfkampf.
Seine persönliche Bestleistung im Weitsprung von 7,00 m stellte er am 1. August 1914 in Tampere auf. 